# Jeff Sessions
Pour les articles homonymes, voir Sessions.
Jefferson Beauregard Sessions III dit Jeff Sessions, né le 24 décembre 1946 à Selma (Alabama), est un homme politique américain. 
Membre du Parti républicain, il est sénateur fédéral de l'Alabama entre 1997 et 2017 puis procureur général des États-Unis dans l'administration du président Donald Trump de 2017 à 2018. Au lendemain des élections de mi-mandat de 2018, à la demande du président, il présente sa démission.

## Biographie

### Carrière professionnelle
Jeff Sessions est diplômé du Huntingdon College (en) en 1969 puis obtient un doctorat en droit de l'université de l'Alabama en 1973. Il commence alors sa carrière d'avocat à Russellville puis à Mobile. Parallèlement à ses activités professionnelles, Sessions est réserviste dans l'armée américaine de 1975 à 1985, devenant capitaine.
De 1975 à 1977, il est assistant du procureur fédéral pour le district sud de l'Alabama. En 1981, le président Ronald Reagan le nomme procureur fédéral pour le district sud de l'Alabama, fonction qu'il occupe pendant 12 ans. Il démissionne en effet après l'élection de Bill Clinton.
En 1986, il est proposé par Reagan pour devenir juge fédéral de la cour de district du sud de l'Alabama. Face à des accusations de racisme, sa nomination est cependant rejetée par le Sénat. Il avait en effet reproché à un avocat blanc de faire « honte à sa race » en défendant des clients noirs. Un ancien assistant témoigne également l'avoir entendu dire qu'il trouvait le Ku Klux Klan « acceptable avant d'apprendre qu'ils fumaient des joints » (« OK until I found out they smoked pot » ; Sessions affirme cependant qu'il s'agissait d'une blague. Certains sénateurs lui reprochent enfin d'avoir poursuivi plusieurs militants des droits civiques, par la suite innocentés.
En novembre 1994, Sessions est élu procureur général de l'Alabama, fonction qu'il exerce de janvier 1995 à janvier 1997. À ce poste, il milite en faveur de la peine de mort, y compris pour les personnes souffrant d'un handicap mental. Il défend le système de financement des écoles en Alabama qui, pour ses détracteurs, alloue deux fois plus de fonds aux écoles des quartiers blancs et riches qu'à celles des quartiers pauvres habités par les minorités.

### Sénateur des États-Unis

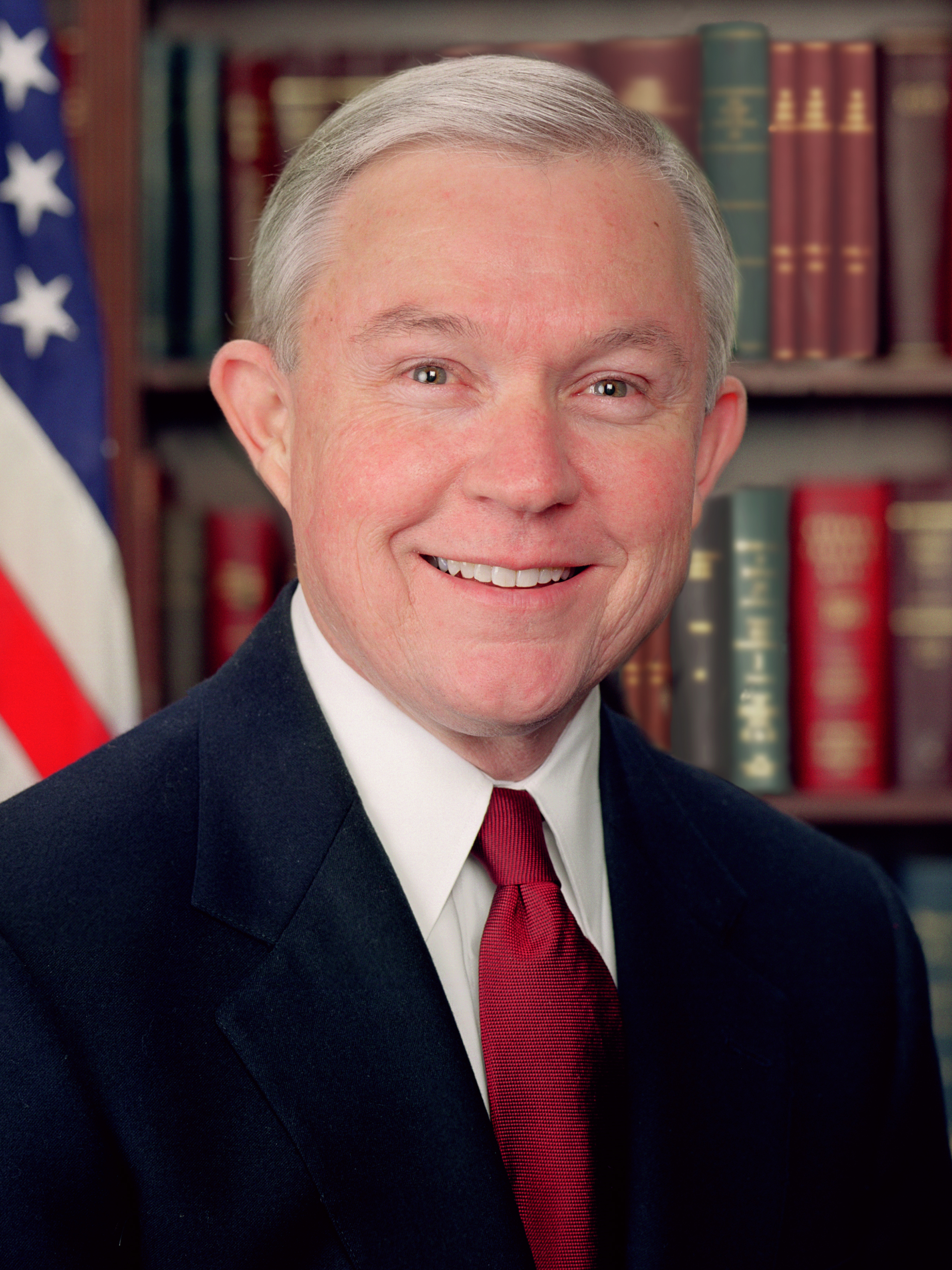
Jeff Sessions en 2004.

En novembre 1996, il est élu au Sénat fédéral avec 52,5 % des voix face au démocrate Roger Bedford. Il succède au démocrate Howell Heflin, qui avait voté contre sa nomination en 1986 et devient le deuxième candidat républicain élu sénateur d'Alabama depuis la Reconstruction. Il est réélu avec 58,6 % des suffrages en 2002 face à la démocrate Susan Parker, avec 63,4 % des voix en 2008 face à la démocrate Vivian Figures et avec 97,3 % des suffrages en 2014, sans adversaire démocrate.
Jeff Sessions est l'un des principaux opposants au Congrès à l'immigration illégale et un partisan de la réduction de l'immigration légale. Il a mené la lutte au Sénat contre les lois de 2006 et de 2007 sur la réforme globale de l'immigration et contre la loi de 2013 sur la sécurité frontalière et la modernisation de l'immigration. Il affirme qu'un accès à la citoyenneté pour les immigrants illégaux mine la règle générale, que l'afflux de travailleurs invités et d'immigrants diminue les salaires et augmente le chômage des citoyens américains et que la politique d'immigration actuelle développe une sous-classe dépendante de l'État-providence,.
Républicain conservateur du sud, opposant à l'IVG, il soutient les réductions d'impôts et la politique sociale de son parti. Il siège à la Commission judiciaire du Sénat, et se fait remarquer en janvier 2010 en signant une lettre avec vingt autres républicains demandant que l'administration Obama transfère Umar Farouk Abdulmutallab, le Nigérian ayant tenté de faire exploser un vol le 25 décembre 2009, aux mains du Pentagone, considérant qu'il aurait dû être traité comme un « combattant illégal » au lieu d'être inculpé par un procureur fédéral.

### Première présidence de Donald Trump

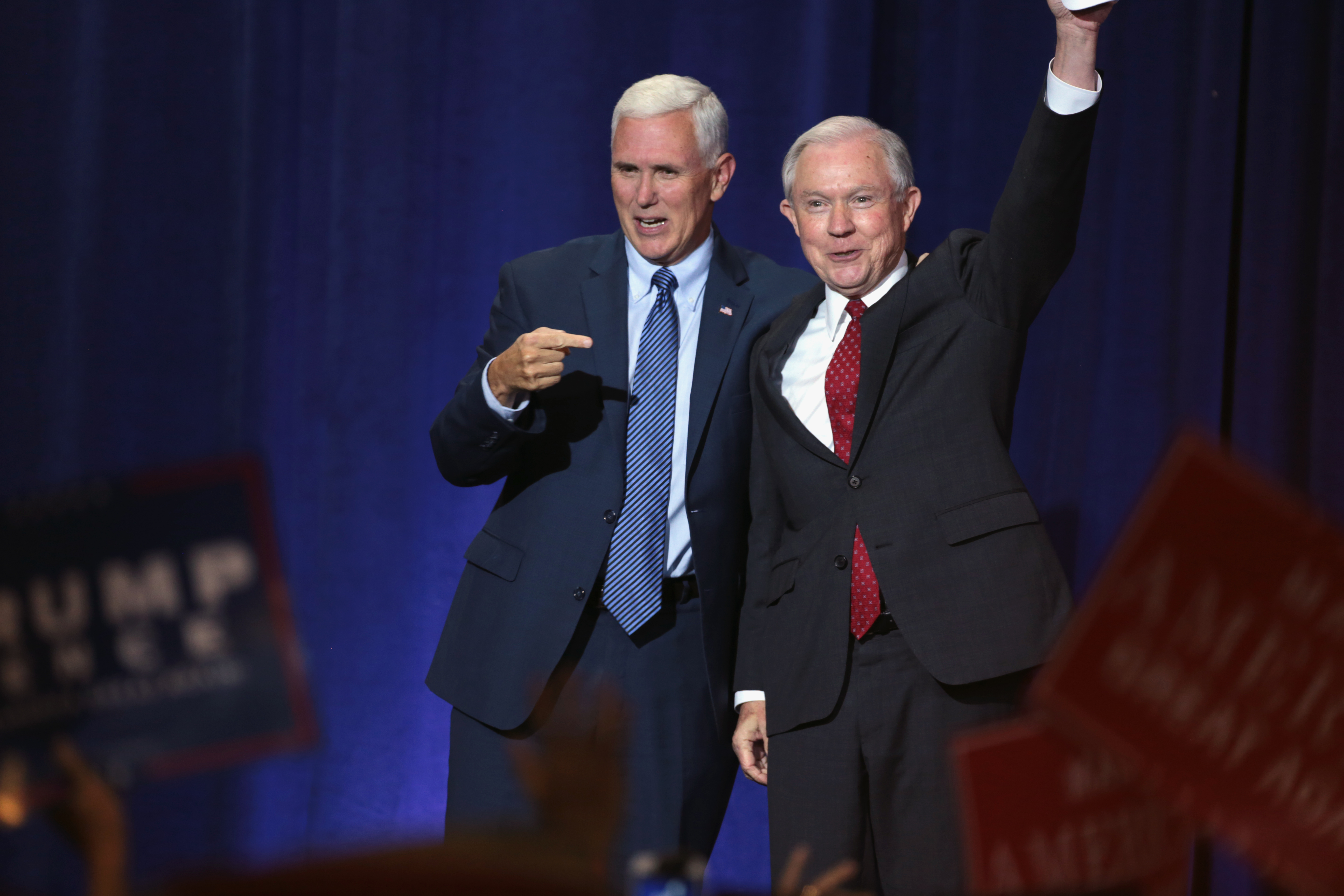
Jeff Sessions avec Mike Pence lors d'un rassemblement public en soutien à la campagne présidentielle de Donald Trump en Arizona, en 2016.

En février 2016, il annonce son soutien à Donald Trump pour les primaires présidentielles du Parti républicain de 2016. Il est le premier sénateur à faire ce choix,. Il participe activement à la campagne du candidat et alimente notamment son projet sur l'immigration. Le 18 novembre, Trump, nouvellement élu président des États-Unis, le nomme au poste de procureur général des États-Unis. En janvier, plus de 1 400 professeurs de droit américains signent une lettre ouverte sommant le Sénat des États-Unis de ne pas confirmer Jeff Sessions,. Sa nomination est également fortement critiquée par les démocrates, notamment pour ses positions jugées racistes. Durant les auditions, son collègue Cory Booker témoigne contre sa nomination ; une première dans l'histoire du Sénat. Le 8 février, il est cependant confirmé dans ses fonctions par la chambre haute fédérale avec 52 voix contre 47, seul le démocrate Joe Manchin votant en sa faveur.
En mars 2017, le Washington Post révèle que Jeff Sessions aurait eu des contacts avec l'ambassadeur russe aux États-Unis à deux reprises en 2016. Ces révélations interviennent dans un climat de suspicions d'ingérences russes dans la campagne présidentielle,,. Elles poussent Sessions à se récuser officiellement de toute enquête sur la campagne électorale et des ingérences supposées de la Russie dans la campagne. À l'époque Sessions affirme qu'il n'avait pas discuté avec les Russes en qualité de responsable de la campagne de Trump mais comme sénateur, et qu'il n'avait pas parlé de la campagne électorale. Le 21 juillet 2017 un article du Washington Post laisse toutefois entendre que des communications de l'ambassadeur russes interceptées par les services de renseignement américains montreraient que les discussions ont porté sur la campagne électorale, y compris sur des questions politiques importantes pour la Russie.

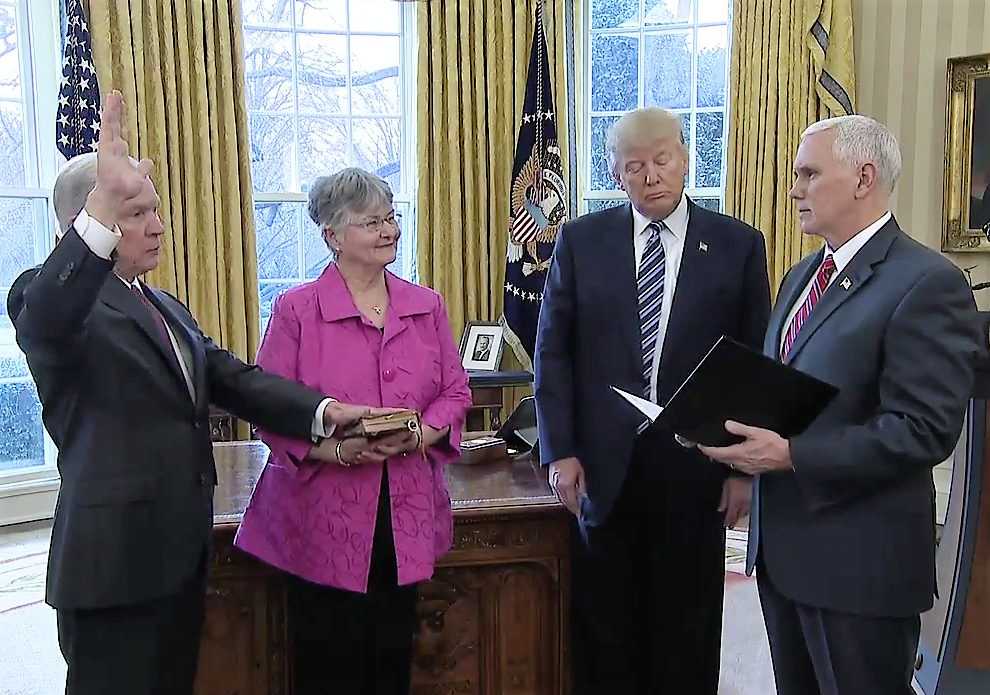
Jeff Sessions prêtant serment aux côtés de son épouse, du président et du vice-président en février 2017.

Au cours de l'été 2017, Donald Trump exprime fortement son mécontentement à plusieurs reprises envers Jeff Sessions, à qui il reproche notamment sa récusation dans le cadre de l'enquête sur les ingérences russes dans la campagne électorale ainsi que de ne pas avoir poursuivi Hillary Clinton dans l'affaire des e-mails. Ces attaques répétées poussent la presse à se poser des questions sur un possible limogeage de Sessions qui réaffirme pour sa part qu'il n'a nulle intention de démissionner. En parallèle, des informations attestent que Sessions conserve le soutien du conseiller du président Steve Bannon et d'une frange non négligeable du Parti républicain, dont les membres du Tea Party, en raison des mesures conservatrices prises depuis son accession au poste de procureur général.
Il démissionne de son poste le 7 novembre 2018, peu de temps après l'annonce des résultats des élections de mi-mandat qui voient les démocrates s'emparer de la majorité à la Chambre des représentants,,. Trump déclara que sa nomination fut une erreur.
Bien que souvent critiqué par le président, il aura mis en place une large partie de sa politique. À la tête du département de la Justice, Sessions instaure notamment une politique de tolérance zéro en matière d'immigration illégale,,, défendant la politique de séparation des familles. Il limite par ailleurs le nombre de demandeurs d'asile. Il revient sur plusieurs positions du gouvernement Obama dont celle de ne pas interférer avec les États légalisant le cannabis (illégal à l'échelle fédérale) et celle estimant que les personnes transgenres sont protégées dans le domaine de l'emploi par le Civil Rights Act de 1964, (que confirmera la Cour suprême). Son administration défend également en justice de nombreuses lois exigeant la présentation d'un document d'identité pour voter.
Jeff Sessions quitte son poste le 7 novembre 2018. Après avoir envisagé rejoindre un cabinet d'avocat et fonder un think tank, il annonce le lendemain qu'il sera candidat à l'élection pour le poste de sénateur fédéral de l'Alabama, en novembre 2020, son ancien siège détenu par le démocrate Doug Jones. En mars 2020, il arrive en deuxième position du premier tour de la primaire républicaine, rassemblant 31,7 % des voix contre 33,4 % pour l'ancien entraîneur de football américain Tommy Tuberville. Durant l'entre-deux-tours, Tommy Tuberville reçoit le soutien de Donald Trump, qui critique Jeff Sessions dans plusieurs tweets. Il se retrouve alors distancé d'environ 20 points dans les sondages. Il est finalement battu par Tuberville, qui reçoit plus de 60 % des suffrages.

## Historique électoral

### Procurat général de l'Alabama
| Année | Jeff Sessions | Démocrate |
| ----- | ------------- | --------- |
| Année |               |           |
| 1994  | 56,90 %       | 43,10 %   |

### Sénat des États-Unis
| Année | Jeff Sessions | Démocrate | Libertarien | Indépendant |
| ----- | ------------- | --------- | ----------- | ----------- |
| Année |               |           |             |             |
| 1996  | 52,45 %       | 45,46 %   | 1,44 %      | 0,61 %      |
| 2002  | 58,58 %       | 39,83 %   | 1,50 %      | -           |
| 2008  | 63,36 %       | 36,52 %   | -           | -           |
| 2014  | 97,25 %       | -         | -           | -           |

## Compléments